# サン・ジョルジョ・イン・ボスコ
サン・ジョルジョ・イン・ボスコ（伊: San Giorgio in Bosco）は、イタリア共和国ヴェネト州パドヴァ県にある、人口約6,400人の基礎自治体（コムーネ）。

## 地理

### 位置・広がり

#### 隣接コムーネ
隣接するコムーネは以下の通り。
- カンポ・サン・マルティーノ
- チッタデッラ
- フォンタニーヴァ
- グラントルト
- ピアッツォーラ・スル・ブレンタ
- トンボロ
- ヴィッラ・デル・コンテ

### 気候分類・地震分類
サン・ジョルジョ・イン・ボスコにおけるイタリアの気候分類 (it) および度日は、zona E, 2431 GGである。
また、イタリアの地震リスク階級 (it) では、zona 2 (sismicità media) に分類される。

## 行政

### 分離集落
サン・ジョルジョ・イン・ボスコには、以下の分離集落（フラツィオーネ）がある。
- Paviola, Lobia, Sant'Anna Morosina